# Pedoulas
Pedoulas (řecky: Πεδουλάς) je vesnice na Kypru, v distriktu Nikósie. Nachází se ve svazích pohoří Troodos, v údolí Marathasa, v nadmořské výšce kolem 1100 m n. m. Žije zde zhruba 130 obyvatel. Pedoulas je letní turistický resort, turisté Pedoulas navštěvují kvůli horám s borovicovými lesy v okolí vesnice, starým byzantským kostelům a muzeím. Pedoulas je také znám svými třešňovými sady a horskými prameny.
Název obce je odvozen z řeckých slov pediada (údolí) and laos (lidé).

## Kostely
V Pedoulasu a okolí se nachází 12 kostelů, které byly budovány od 15. století. Nejvýznamnější je malý kostel sv. Archanděla Michaela z roku 1474, který je památkou UNESCO (spolu s dalšími malovanými kostely v pohoří Troodos). Tento kostel z byzantského období je významný zachovalými nástěnnými malbami. Kromě tohoto kostela se zde nacházejí menší kostelíky a kaple, ale i velký kostel svatého Kříže (Stavros Fithkias), dokončený roku 1935. Nedaleko kostela je i velký pomník padlých.

## Muzea
V Pedoulasu se nacházejí 2 muzea:
- Byzantské muzeum
- Muzeum lidové kultury

## Galerie

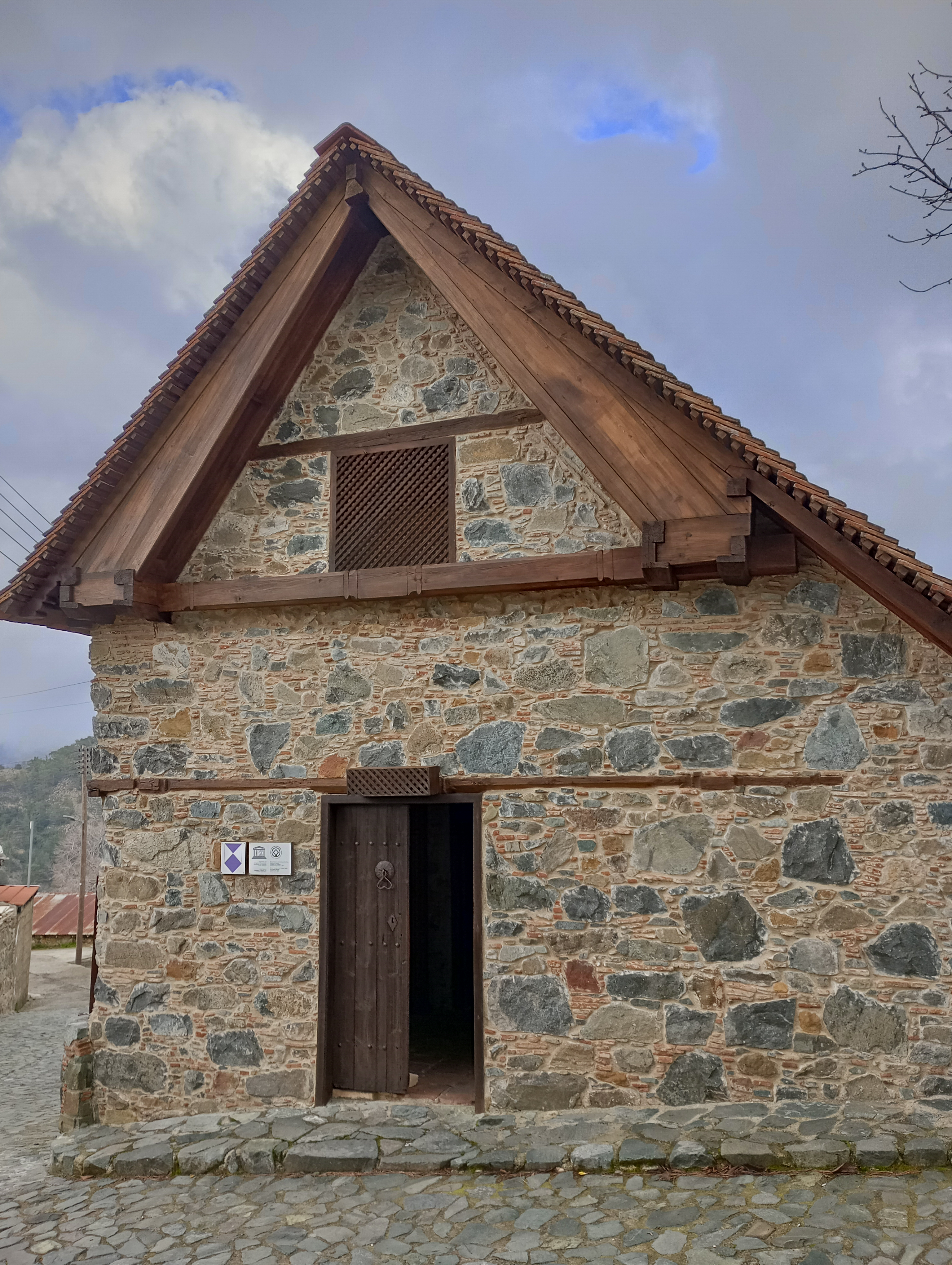
Kostel sv. archanděla Michaela
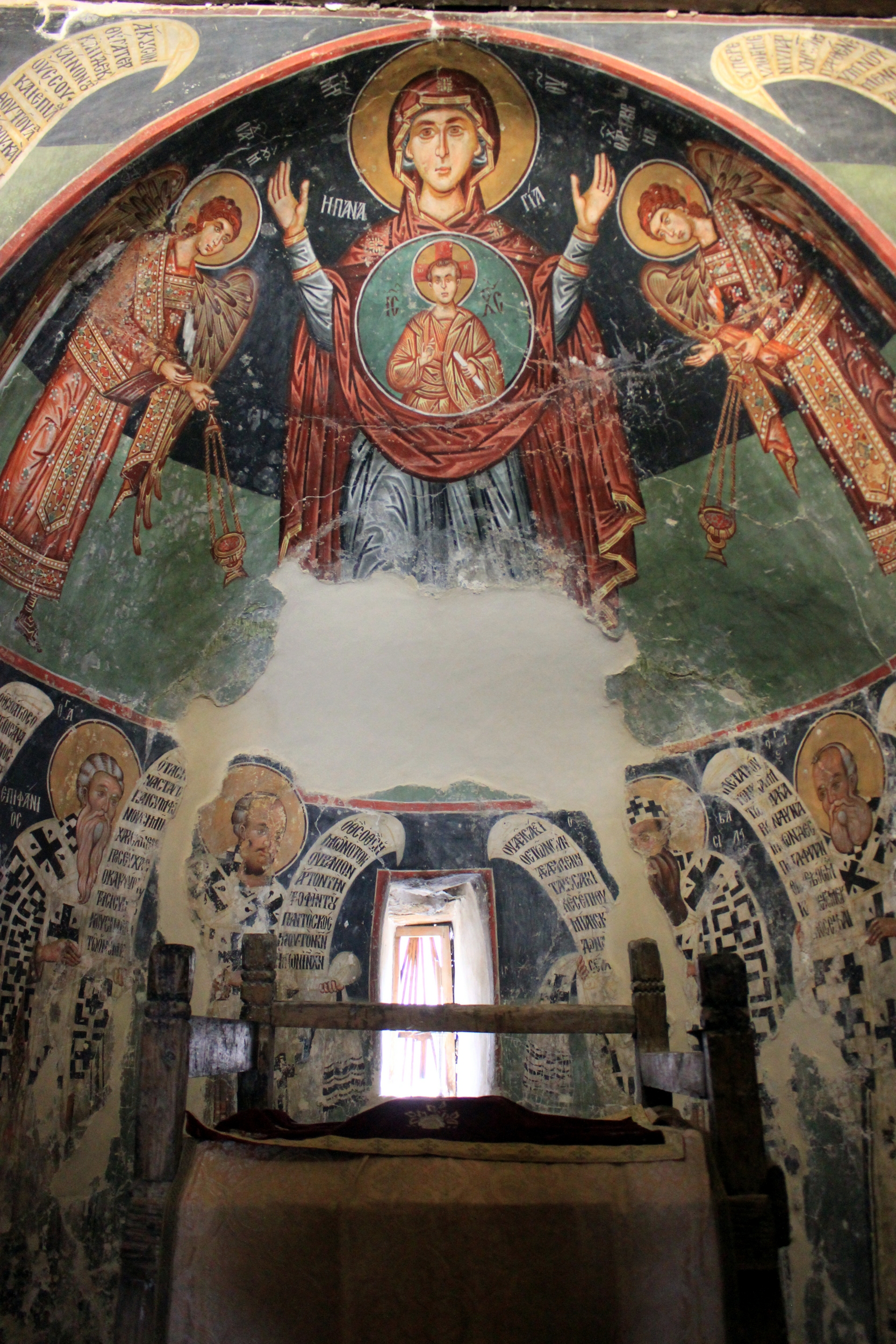
Nástěnné malby v kostele sv. archanděla Michaela
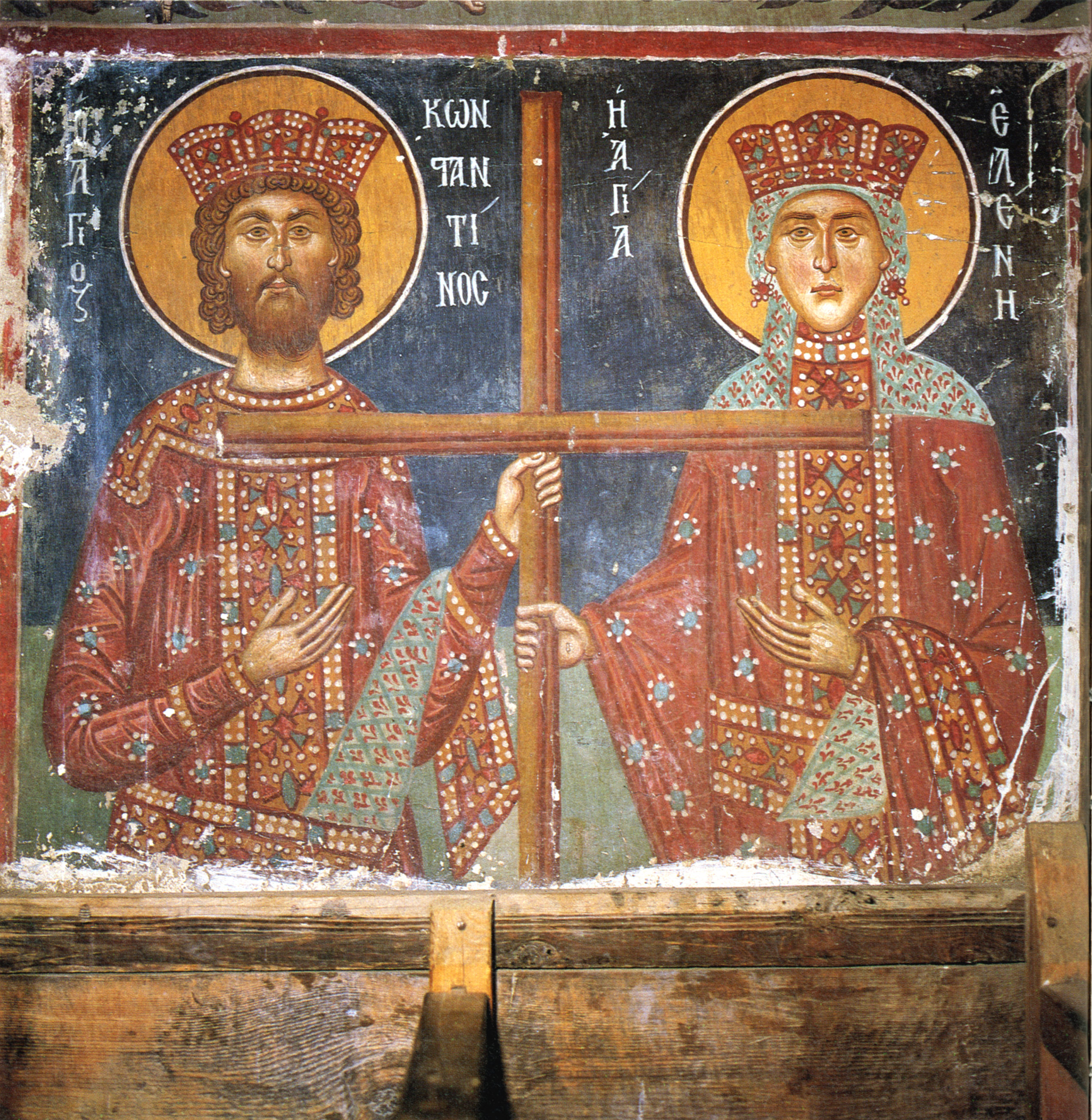
Nástěnné malby v kostele sv. archanděla Michaela
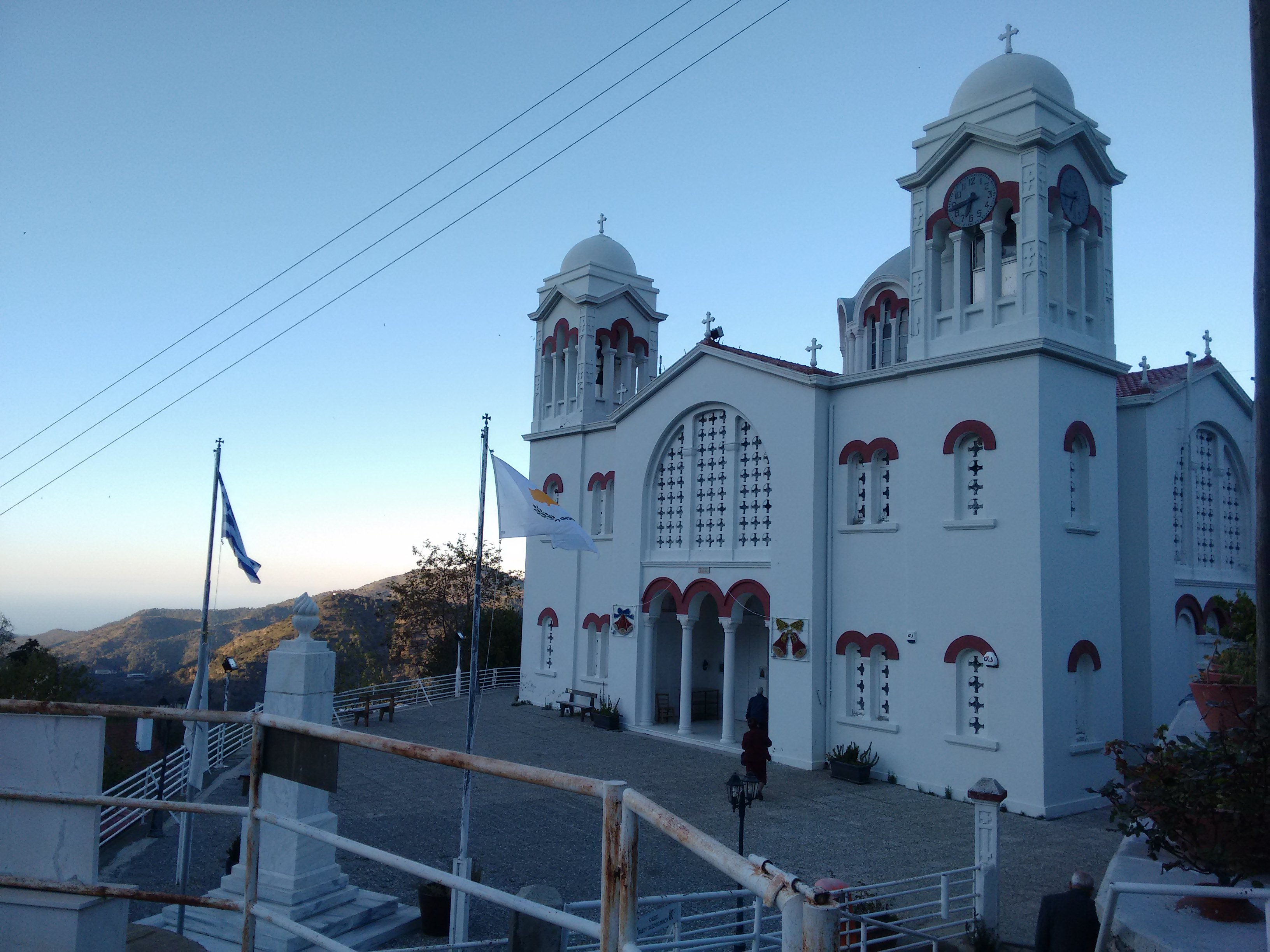
Kostel sv. Kříže
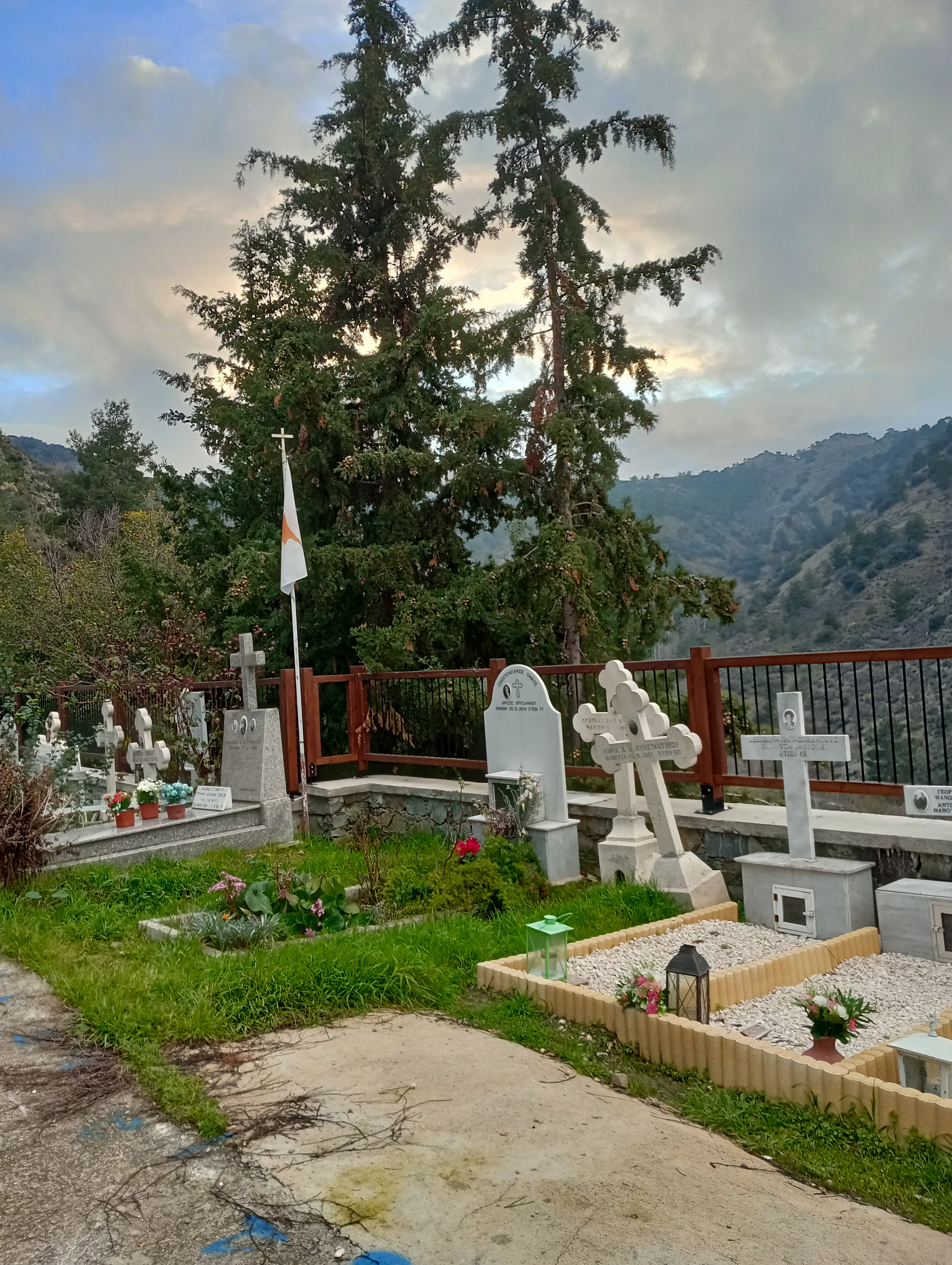
Jeden ze hřbitovů v Pedoulasu
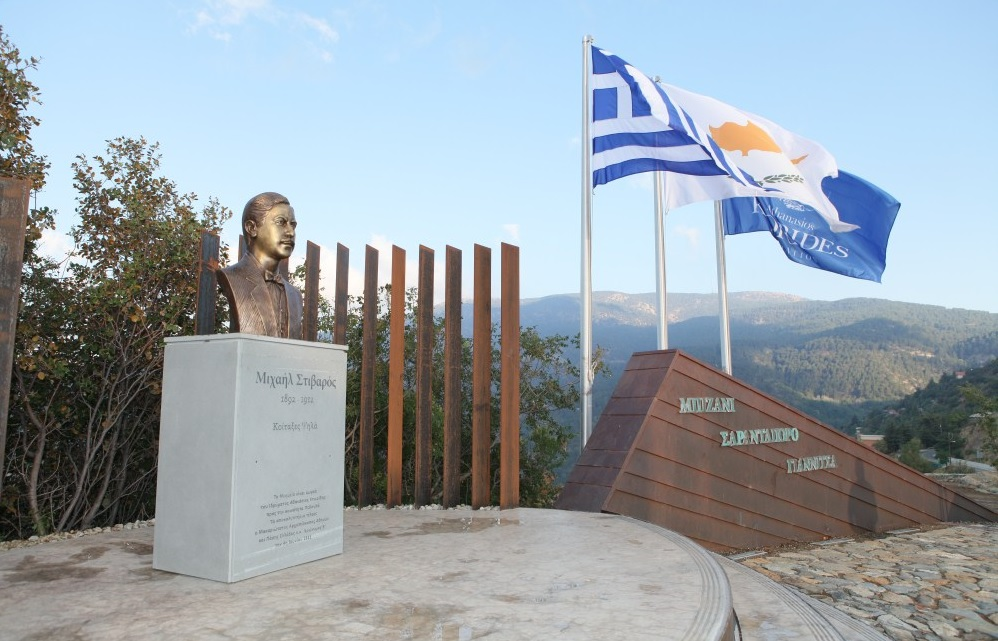
Pomník Michalise Stivarose a padlých
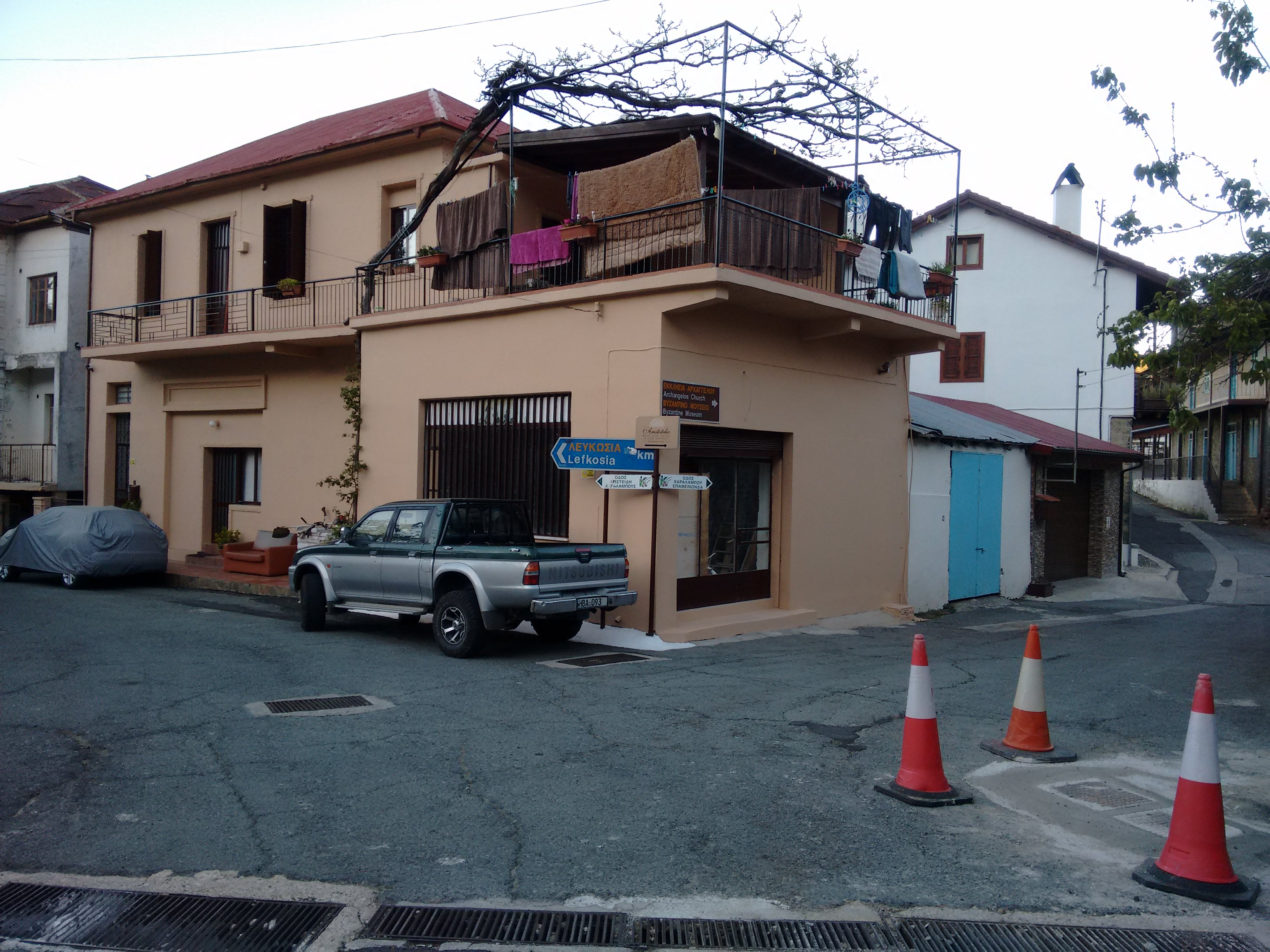
Ulice Pedoulasu
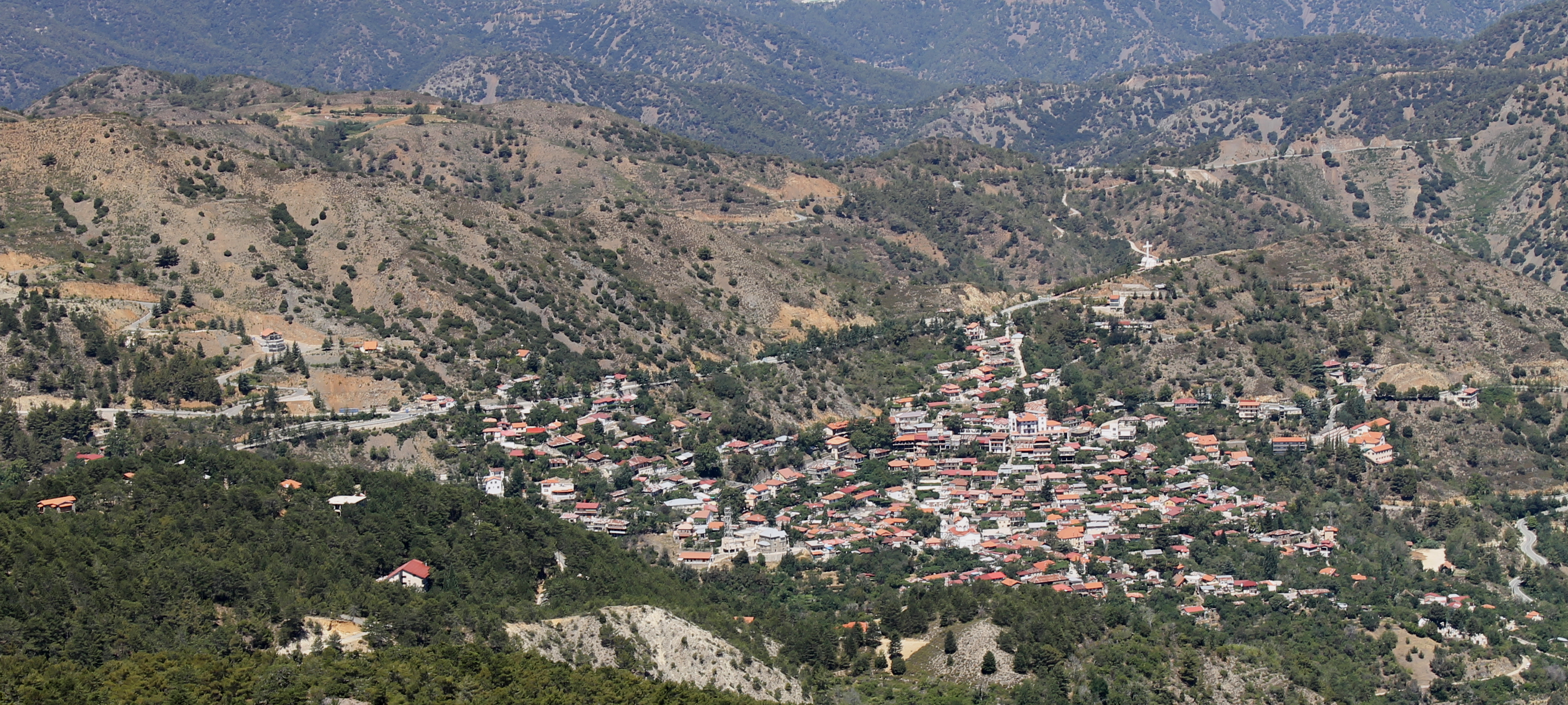
Letecký pohled na Pedoulas